# Discocalyx orthoneura
Discocalyx orthoneura är en viveväxtart som beskrevs av Karl Moritz Schumann. Discocalyx orthoneura ingår i släktet Discocalyx och familjen viveväxter. Inga underarter finns listade i Catalogue of Life.